# サン＝トゥアン＝ロモヌ
サン＝トゥアン＝ロモヌ （Saint-Ouen-l'Aumône）は、フランス、イル＝ド＝フランス地域圏、ヴァル＝ドワーズ県のコミューン。

## 地理
オワーズ川の左岸、ポントワーズの対岸に位置する。元々は農村であり、1860年代以降は労働者のまちであった。現在は自治体間連合セルジー＝ポントワーズを構成するニュー・タウンの1つである。1980年代半ば以降、サン＝トゥアン＝ロモヌはヨーロッパ有数の規模のビジネス・パーク所在地である。

## 由来
1170年、Odo de Eleemosynaの名が記された。l'Aumoneは封土の名称であったが、この名前をどこにも見つけることができない。同時代にはVilla S. Audoeniの名が見つかっている。15世紀のプイェ教区の公文書にCuratus S. Audoeni juxta Pontisaramが記されている。1486年にはCapellanus S. Hilarii infra metas Parochiae S. Audoeni juxta Pontisaramの記載がされている。

## 歴史
ルテティアからリールボンヌへと通じるカエサルの道（fr）が交差する所に、サン＝トゥアン＝ロモヌのまちができた。サン＝トゥアンとはダゴベルト1世の助言者でルーアン司教であった聖ウアンに由来する。683年、聖ウアンの遺体はこの地で一晩を過ごした。12世紀のロモヌには、サン＝ラザールのハンセン病病院があった。18世紀まで、この地はモービュイッソン（Maubuisson）と呼ばれていた。村は政治的にも軍事的にもポントワーズに依存していた。実際、ブランシュ・ド・カスティーユが建てたモービュイッソン修道院の周りに村はあり、経済活動は医療と信仰で発展していった。
19世紀半ば、サン＝トゥアン＝ロモヌは農村から都市への人口移動で活気付いていた。パリ＝ポントワーズ間の鉄道路線開通の恩恵も受け、第一次世界大戦前夜には人口3000人に達していた。
第二次世界大戦後、住宅危機によって多くの集合住宅が建てられ、1970年代からセルジー＝ポントワーズのニュー・タウンが誕生した。

## 人口統計
| 1962年 | 1968年 | 1975年 | 1982年 | 1990年 | 1999年 | 2006年 |
| ------ | ------ | ------ | ------ | ------ | ------ | ------ |
| 6985   | 9957   | 15 948 | 17 098 | 18 673 | 19 660 | 22 876 |

source=CassiniとINSEE

## 交通
- 鉄道 - RER C線とトランジリアンH線とJ線が乗り入れるサン＝トゥアン＝ロモヌ駅

## 姉妹都市
- ファーノ、イタリア